# Enayatolá Bojarai
Enayatolá Bojarai es un deportista iraní que compitió en tiro adaptado. Ganó dos medallas en los Juegos Paralímpicos de Verano, oro en Atlanta 1996 y oro en Sídney 2000.

## Palmarés internacional
| Juegos Paralímpicos | Juegos Paralímpicos | Juegos Paralímpicos | Juegos Paralímpicos                         |
| Año                 | Lugar               | Medalla             | Prueba                                      |
| ------------------- | ------------------- | ------------------- | ------------------------------------------- |
| 1996                | Atlanta (EE. UU.)   | Medalla de oro      | Rifle de aire en posición tendida SH1 mixto |
| 2000                | Sídney (Australia)  | Medalla de oro      | Rifle de aire en posición tendida SH1 mixto |